# Vlizotrap

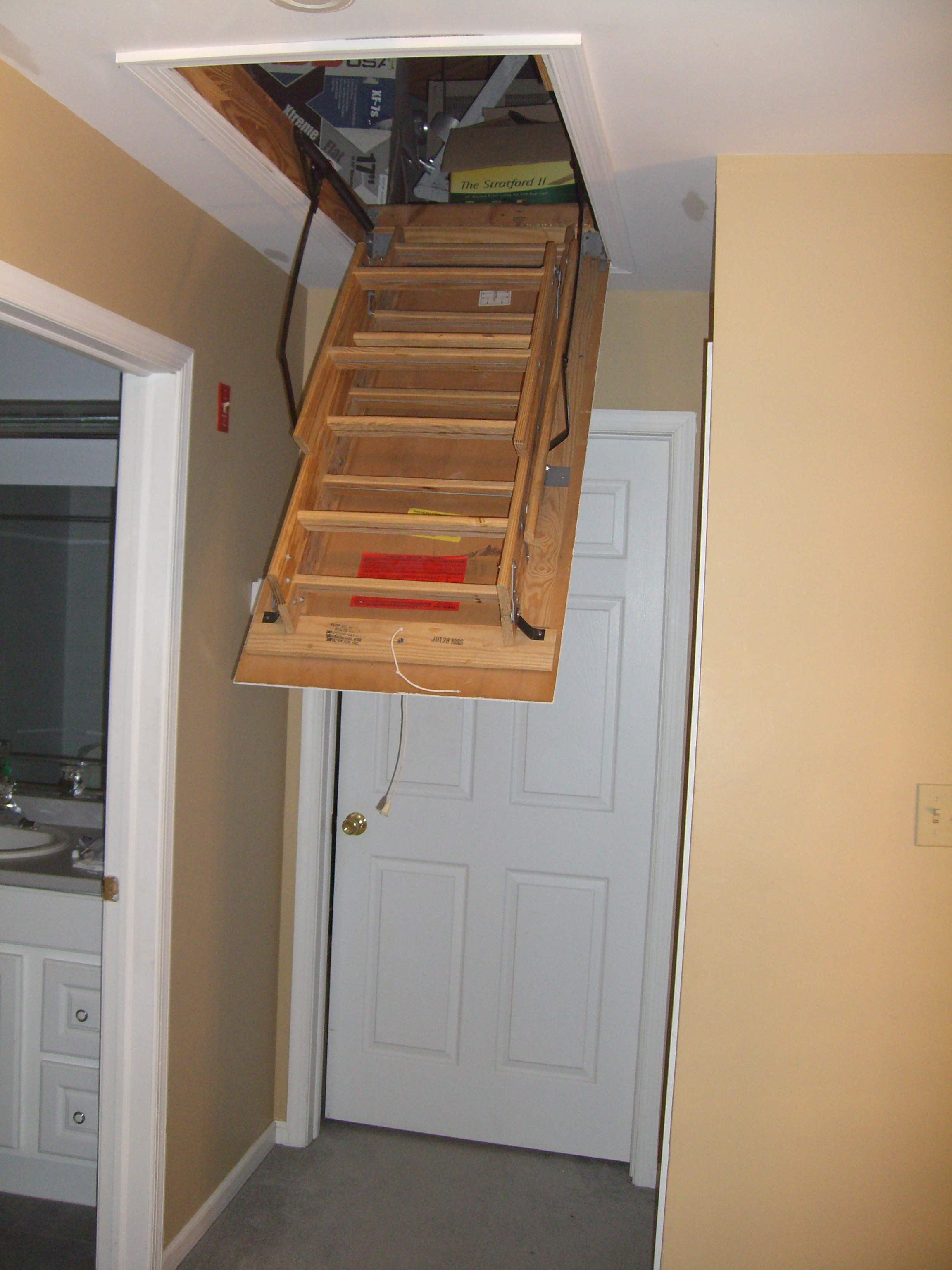
Half geopende vlizotrap

Een vlizotrap (oorspronkelijk vliezotrap) of vlieringtrap, ook wel afgekort als Vlizo, is een uitschuifbare of opvouwbare trap die in veel woningen die na de Tweede Wereldoorlog werden gebouwd naar de vliering of de zolder leidt. Vandaar de naam vlizotrap (een lettergreepwoord dat duidt op de vliering/zolder-trap).
De eerste vermelding van 'vliezotrap' is in het Vakblad van de bouwbedrijven, nr 12, 1939. De vlizotrap is in 1938 uitgevonden door Frits Bode Mechanische Bouwmaterialen N.V. te Breda, die deze naam als merk deponeerde. Latere concurrenten lieten de letter 'e' weg om het merkenrecht niet te schenden.
Indien de vliering of zolder groot genoeg was voor een slaapkamer werd in de regel een vaste trap gebruikt. Was dat niet zo en kon de vliering of zolder enkel als opslagruimte worden gebruikt, dan werd er vaak een vlizotrap gebruikt.
De trap ligt gewoonlijk op de vloer van de vliering of zolder of is gemonteerd aan het luik daarnaartoe. In het laatste geval komt de trap met het openen van dit luik deels naar omlaag of kan los daarvan naar beneden worden gehaald, zodat hij op de vloer van de overloop komt te rusten. De trap wordt doorgaans als een ladder in en uit elkaar geschoven, of schuift in het trapgat.
De vlizotrap is meestal van hout, maar kan ook van metaal zijn.